# 루이 필로
루이 필로(Louis Pilot, 1940년 11월 11일 ~ 2016년 4월 16일)는 룩셈부르크의 전직 축구 선수 겸 감독이다.
CS 폴라 에슈 소속으로 데뷔했으며 20살 때 벨기에의 스탕다르 리에주로 이적했고 11시즌 동안 337경기에 출전했다. 주필러리그 우승 4회, 벨기에 컵 우승 2회에 공헌했다. 그 후 로열 앤트워프 FC 등으로 이적했으며 1978년 현역 은퇴했다. 1959년 룩셈부르크 대표팀 선수로 발탁되었으며 1971년 국가대표팀에서 은퇴할 때까지 49경기에 출전, 7득점을 기록했다. 1968년과 1969년에 룩셈부르크 올해의 선수상을 수상했다.
1978년 룩셈부르크 대표팀 감독으로 취임했으며 1984년까지 대표팀 감독을 지냈다. 그 후 스탕다르 리에주 감독으로 취임했지만 1년 만에 퇴임했다. 2003년 11월 룩셈부르크 축구 협회로부터 UEFA 주빌리 어워드 수상자로 선정되었다.

## 대회 성적

### 클럽
스탕다르 리에주
- 벨기에 프로 리그 : 우승 (1962-63, 1968-69, 1969-70, 1970-71), 준우승 (1961-62, 1964-65, 1972-73), 3위 (1971-72)
- 벨기에 컵 : 우승 (1965-66, 1966-67), 준우승 (1964-65, 1971-72)
- UEFA 컵위너스컵 : 4강 (1966-67)

 로열 앤트워프
- 벨기에 프로 리그 : 준우승 (1973-74, 1974-75)
- 벨기에 컵 : 준우승 (1974-75)

### 개인 수상
- 룩셈부르크 올해의 선수 : 1966, 1970, 1971, 1972
- 룩셈부르크 올해의 스포츠맨 : 1968, 1969